# کمیته المپیک کویت
کمیته المپیک کویت (عربی: اللجنة الأولمبية الكويتية) یک سازمان ورزشی است که نماینده کشور کویت در کمیته بین‌المللی المپیک می‌باشد.
این سازمان که در سال ۱۹۶۶ تأسیس شده مسئول آماده‌سازی و اعزام ورزشکاران به بازی‌های المپیک، بازی‌های المپیک جوانان و بازی‌های آسیایی است.